# Parafia św. Macieja w Ridgewood
Parafia św. Macieja w Ridgewood (ang. St. Matthias’s Parish) – parafia rzymskokatolicka położona w Ridgewood, w dzielnicy Queens, stanu Nowy Jork, Stany Zjednoczone.
Jest ona wieloetniczną parafią w diecezji brooklińskiej, z mszą św. w j. polskim dla polskich imigrantów.
Ustanowiona w 1908 roku i dedykowana św. Maciejowi.

## Szkoły
- St. Matthias School[1]